# National Treasure
National Treasure is een Amerikaanse film uit 2004 met acteurs Nicolas Cage (Gone In 60 Seconds, Con Air) en Diane Kruger (Troy).
De film werd geregisseerd door Jon Turteltaub (While You Were Sleeping en Instinct).
Een belangrijk aspect in de film is de orde van de Vrijmetselaars. Daarnaast spelen ook de Tempeliers een rol. De film heeft plotelementen die lijken op het verhaal van De Da Vinci Code en the Lost Symbol (beide van Dan Brown.)
De film had een budget van 100 miljoen dollar. In totaal bracht de film wereldwijd bijna 350 miljoen dollar op. In december 2007 verscheen daarom het vervolg, National Treasure: Book of Secrets, in de bioscopen. Een groot deel van de acteurs, waaronder Cage, speelde ook in dit deel. In januari 2008 draaide de film ook in bioscopen in Nederland en België.

## Verhaal
Het verhaal gaat over een verborgen schat. De locatie van de schat is geheim. Met behulp van aanwijzingen kan de schat gevonden worden.
Het verhaal begint in 1832. Charles Carroll was de laatst levende ondertekenaar van de Amerikaanse Onafhankelijkheidsverklaring.
Charles Carroll droeg een geheim bij zich. Dat wilde hij gaan vertellen aan de president (Andrew Jackson). Omdat de president er niet was, moest Carroll zijn geheim aan iemand anders vertellen. Hij vertelde het aan de enige persoon die hij kon vertrouwen: Thomas Gates.
Het is onbekend of de Thomas Gates die in de film bedoeld werd dezelfde is als de gouverneur van de Engelse kolonie Virginia. Deze persoon was in leven in de periode waarin Carroll zijn geheim zou hebben verteld.
In de film stierf Carroll in Washington D.C.. Dit komt niet overeen met de werkelijkheid; Carroll stierf namelijk in Baltimore. Carroll zou lid zijn geweest van de orde van vrijmetselaars. Het is onbekend of hij dat daadwerkelijk was. Acht andere mannen die de Onafhankelijkheidsverklaring hebben ondertekend, zouden ook lid zijn. Dit gegeven blijft een belangrijke rol spelen in de film.
Thomas Gates vertelde het geheim door aan zijn zoon, die het weer aan zijn zoon vertelde, etc. Zes generaties lang ging de familie Gates op zoek naar "de schat", want dat zou het geheim zijn geweest van Carroll: De locatie van de schat van koning Salomo.
De aanwijzing luidt: "Charlotte bewaart het geheim". Charlotte blijkt de naam van een schip te zijn. De lading was buskruit. Het schip was terechtgekomen in een zeer koude omgeving, waarbij het water was bevroren. Het schip "Charlotte" is waarschijnlijk een verzinsel. In een van de tonnen buskruit bevindt zich een meerschuimen pijp met een cryptische aanwijzing die uiteindelijk prijsgeeft dat er een kaart op de achterkant van de Onafhankelijkheidsverklaring zou staan. Deze zou met onzichtbare inkt zijn gemaakt.
Het team van Gates raakte geïrriteerd, omdat de schat niet in het schip lag. De helft van het team wilde de Onafhankelijkheidsverklaring stelen om zo de schat te kunnen bemachtigen. Gates en één teamlid willen dat voorkomen. De FBI, en verschillende overheidsinstanties geloven niet dat het historische document gestolen kan worden. Met een ingenieus plan lukt het om het document te stelen uit het Amerikaanse National Archives. Een van de werknemers van deze organisatie, Abigail Chase, moet worden ontvoerd door Gates en zijn compagnon. Uiteindelijk weten ze haar zover te krijgen dat ze meewerkt, in het belang van de staat. De achterkant van de Onafhankelijkheidsverklaring wordt bewerkt met citroensap en een föhn. Een reeks cijfers licht op. Het blijkt een Ottendorf-codering te zijn. Het is een verwijzing naar de brieven van Benjamin Franklin, de "Silence Dogood letters". Voorbeeld van de code: 7-8-64-3. de zevende brief, de achtste regel, het vierenzestigste woord, de derde letter.

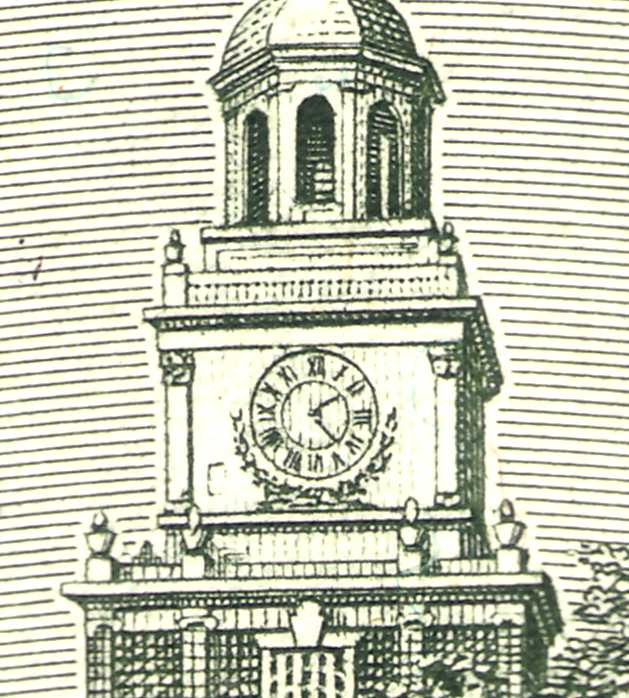
De klokkentoren op het 100 dollar billet

De oplossing van de code verwijst naar de Independence Hall. Op de achterzijde van een biljet van 100 dollar staat een tijd, namelijk 2:22. Overdag op dat tijdstip wijst een schaduw van de klokkentoren naar de volgende aanwijzing. Omdat de zomertijd in de Eerste Wereldoorlog is ingevoerd, moeten ze er om 3:22 zijn. De zomertijd zou een voorstel zijn geweest van Benjamin Franklin, maar in realiteit is dit pas in 1907 voorgesteld door William Willett. Als we echter kijken naar een echt briefje van 100 dollar, zien we dat de klok staat op 4:10. De wijzers van de klok zijn omgedraaid. Daarnaast bestaan de bankbiljetten van 100 dollar pas sinds 1862. Het ontwerp met de Independence Hall op de achterzijde bestaat pas sinds 1928.
De schaduw van de klokkentoren valt op een muur met een holle steen. In deze steen zit een bril die is vervaardigd door Benjamin Franklin. Elders op Wikipedia vinden we dat Franklin het bifocaal brillenglas heeft uitgevonden. In de film wordt een vreemde bril gebruikt, met een aantal verschillende gekleurde lenzen. Als men door deze bril naar de achterkant van de onafhankelijksverklaring kijkt, vindt men de volgende aanwijzing:
"Heere at the Wall". Helaas voor Bens team komen net Ian en zijn kornuiten aanlopen. Ben geeft de Onafhankelijkheidsverklaring aan Abigail en Riley en hijzelf neemt de bril mee. Helaas weet Ian de Verklaring in handen te krijgen en Ben wordt door FBI gepakt. Dan wordt hij gebeld door Ian die voorstelt om de bril te gebruiken en hij belooft de Verklaring terug te geven. Hij spreekt af op het vliegdekschip de USS Intrepid. Ben weet uit de handen van de FBI te ontsnappen en wordt ontvangen door Ian. Het blijkt dat Abigail een deal heeft gesloten met Ian. Ben legt uit dat de aanwijzing slaat op de kruising van Wallstreet en Broadway. (Vroeger stond er op Wallstreet een muur en heette Broadway de Heerenstraat). Hier staat de Trinity Church.
De schat ligt in de Trinity Church, op de kruising Wall Street, Broadway ('Heere at the Wall') en wel onder Parkington Lane. Dit blijkt een persoon te zijn, die is begraven onder de kerk. Men haalt zijn graf leeg, en zoekt de weg door een diepe oude schacht die duidelijk is aangetast door de tand des tijds.
Men vindt een afbeelding van het alziende oog, zoals deze ook op het dollar-biljet staat. Door de pijp uit de "Charlotte" te gebruiken opent men de deur naar de schatkamer.

## Rolbezetting
| Acteur                  | Personage                     |
| ----------------------- | ----------------------------- |
| Nicolas Cage            | Benjamin Franklin (Ben) Gates |
| Diane Kruger            | Abigail Chase                 |
| Justin Bartha           | Riley Poole                   |
| Sean Bean               | Ian Howe                      |
| Jon Voight              | Patrick Henry Gates           |
| Harvey Keitel           | Sadusky                       |
| Christopher Plummer     | John Adams Gates              |
| David Dayan Fisher      | Shaw                          |
| Stewart Finlay-McLennan | Powell                        |
| Oleg Taktarov           | Shippen                       |
| Stephen A. Pope         | Phil                          |
| Annie Parisse           | Agent Dawes                   |
| Mark Pellegrino         | Agent Johnson                 |
| Armando Riesco          | Agent Hendricks               |
| Erik King               | Agent Colfax                  |

## Trivia
- Voordat de film op minimale leeftijd werd getest zou hij uitgegeven worden onder de naam van Touchstone Pictures (een onderdeel van Disney). Toen bekend werd dat minimale leeftijd om de film te zien niet hoger dan 13 zou zijn, werd gekozen om de film onder te brengen onder de vlag van Walt Disney Pictures. Op die manier zou het duidelijker zijn dat het een film is geschikt voor de hele familie.
- Alle slechteriken in de film gebruiken opvallend genoeg Yahoo! als zoekmachine, de rest gebruikt Google.
- Het beeld van een zwarte vogel, die staat in de schatkamer, is een hommage aan de film The Maltese Falcon uit 1941.
- Ben, Patrick en John Gates zijn allen namen gebaseerd op die van Founding Fathers.

## Galerij

Foto's die zijn gemaakt op de set
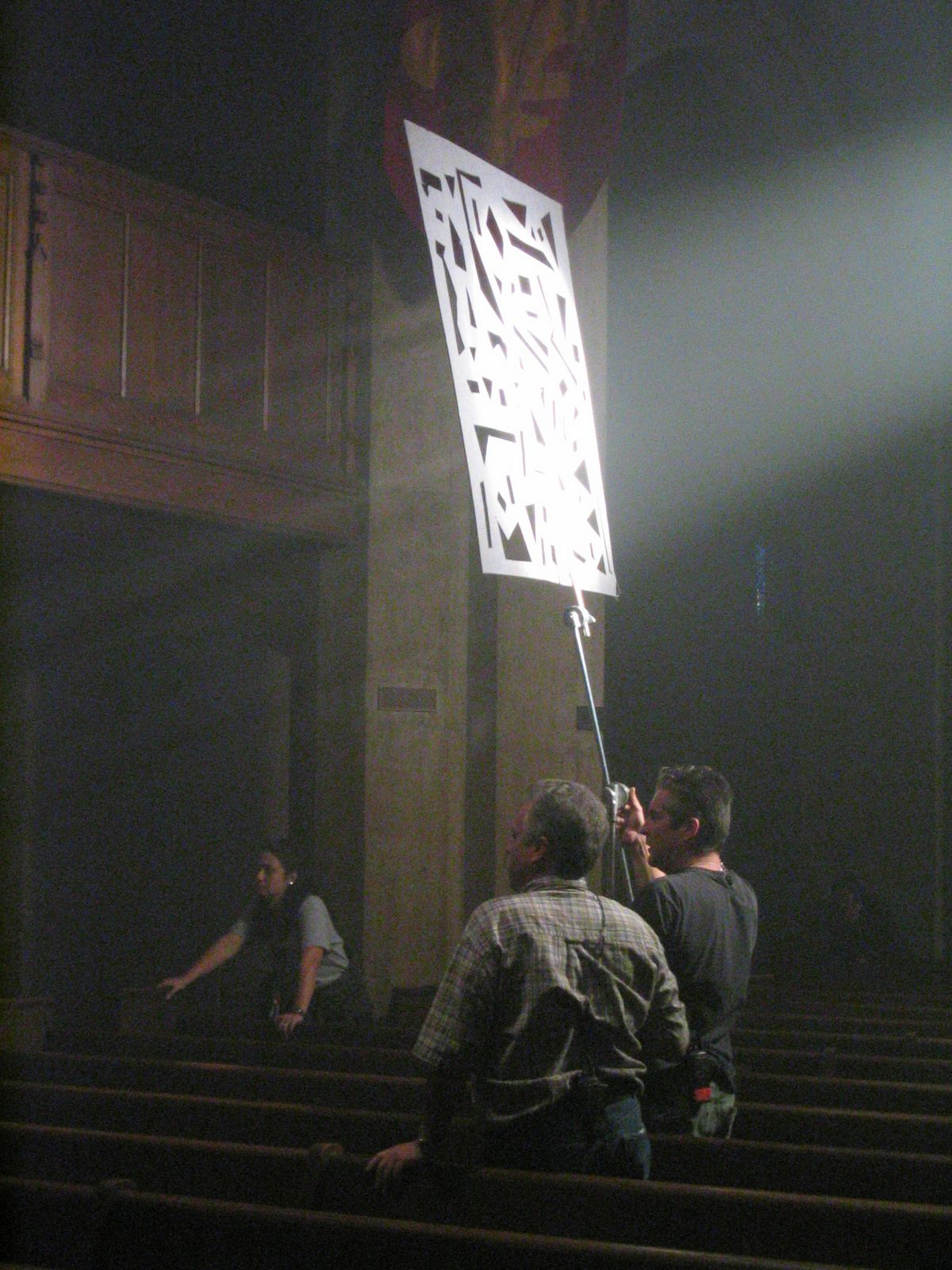
Crew leden zorgen voor natuurlijker licht voor het filmen van een binnen scène.
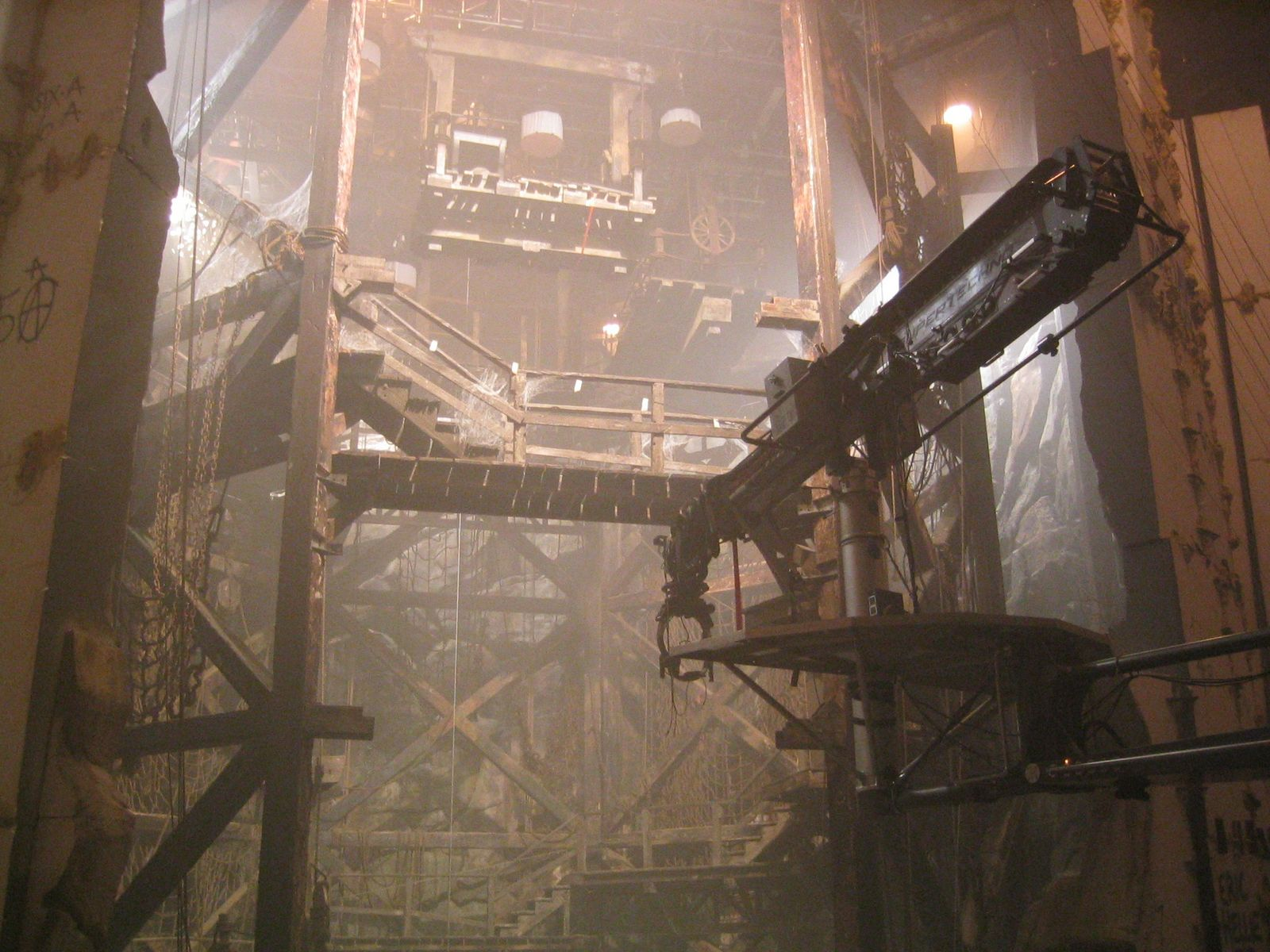
De filmset voor een van de laatste scènes.